# Simó Ferenc (újságíró)
Kis-solymosi Simó Ferenc, K. Simó Ferenc (Nagyfalu, Szilágy vármegye, 1878. július 28. – Budapest, 1919. november 19.) újságíró.

## Életútja
Előkelő és régi Szilágy megyei család sarja. Szülei Simó Ferenc és Bayer Terézia. Már pesti jogászkorában foglalkozott újságírással. A Magyarságnál kezdte pályáját, amely azután egyre viszontagságosabb alakulatokat vett. Elkerült Kolozsvárra, Fiuméba, Olaszországba. Írt elbeszéléseket, verseket, kis színdarabokat, amelyeket idegen színpadokon is adtak. A koalíció idején vetődött vissza Budapestre és 1908-tól tizenegy éven át a Pesti Hírlapnál dolgozott, ahonnan átment a Nemzeti Újsághoz. 1903. június 9-én Budapesten feleségül vette Weichand Margit Paulát.

## Művei
- Őszi rózsák. Költemények. Zilah, 1898. (Ism. Vasárnapi Ujság 47. sz.)
- Négy fiú története. Budapest, 1902.

## Színművei
- A korona vértanúja. Regényes színmű. Bemutató 1909. május 22-én, a Vígszínkörben.
- Guillotine, színész-dráma 1 felvonásban. Első előadása 1911. június 1.
- A bűn virága, népdráma. Bemutató 1911. június 16.
- Lulu hercegnő. Bemutató 1911. június 17.
- A millió rabja, dráma 1 felvonásban. Bemutató 1911. augusztus 7.
- A sötétség forradalma, dráma (1911.)
- Holmes tanár találmánya (1911.)
- Nyolcvan év multán (1911.)
- Enyveshát, bohózat (1911.)
- A lőportorony
- Sötét a város
- Vitriol